# Мухаммед, Муртала
Муртала́ Рама́т (Руфа́й) Муха́ммед (англ. Murtala Ramat (Rufai) Mohammed; 8 ноября 1938, Кано — 13 февраля 1976, Лагос) — нигерийский полковник, президент Нигерии в 1975—1976 годах.

## Биография
Родился в древнем г. Кано, окончил там школу и правительственный колледж в Зариа в 1957 году. По вероисповеданию — мусульманин-суннит.
В 1958 году Мухаммед вступил в ряды нигерийской армии. Сделал быструю карьеру военного: от младшего лейтенанта в 1961-м до бригадного генерала в 1971 году. Проходил военную подготовку в Великобритании, в том числе в Сандхёрсте, штабном училище, училище связи в Каттерике и специализировался на военной связи. В звании лейтенанта в 1960—1962 годах принимал участие в операции ООН в Конго под командованием Джонсона Агуийи-Иронси, будущего главы Нигерии. Затем служил в телекоммуникационном подразделении близ столицы (его дядя, Альхаджи Инуа Вада, с 1965 года был военным министром Нигерии).
В январском перевороте 1966 года играл пассивную роль. С апреля 1966 года — инспектор связи армии Нигерии в чине майора.
Фактически был руководителем государственного переворота 29 июля 1966 года (спровоцированного засильем христиан-игбо во властных структурах и притеснениями северян), однако власть была передана Якубу Говону.
Во время гражданской войны Мухаммед был командиром 2-й дивизии, активно действовавшей в Биафре. В ходе боевых действий его дивизия, не дождавшись наведения мостов, с большими потерями с третьей попытки сумела форсировать р. Нигер. В 1968 году в связи с «неуправляемостью» и отказами следовать указаниям Генерального штаба был отозван с командования дивизией, однако ему присваивается звание полковника, и он назначается генеральным инспектором войск связи. С 25 января 1976 года — министр связи.

## Президент Нигерии

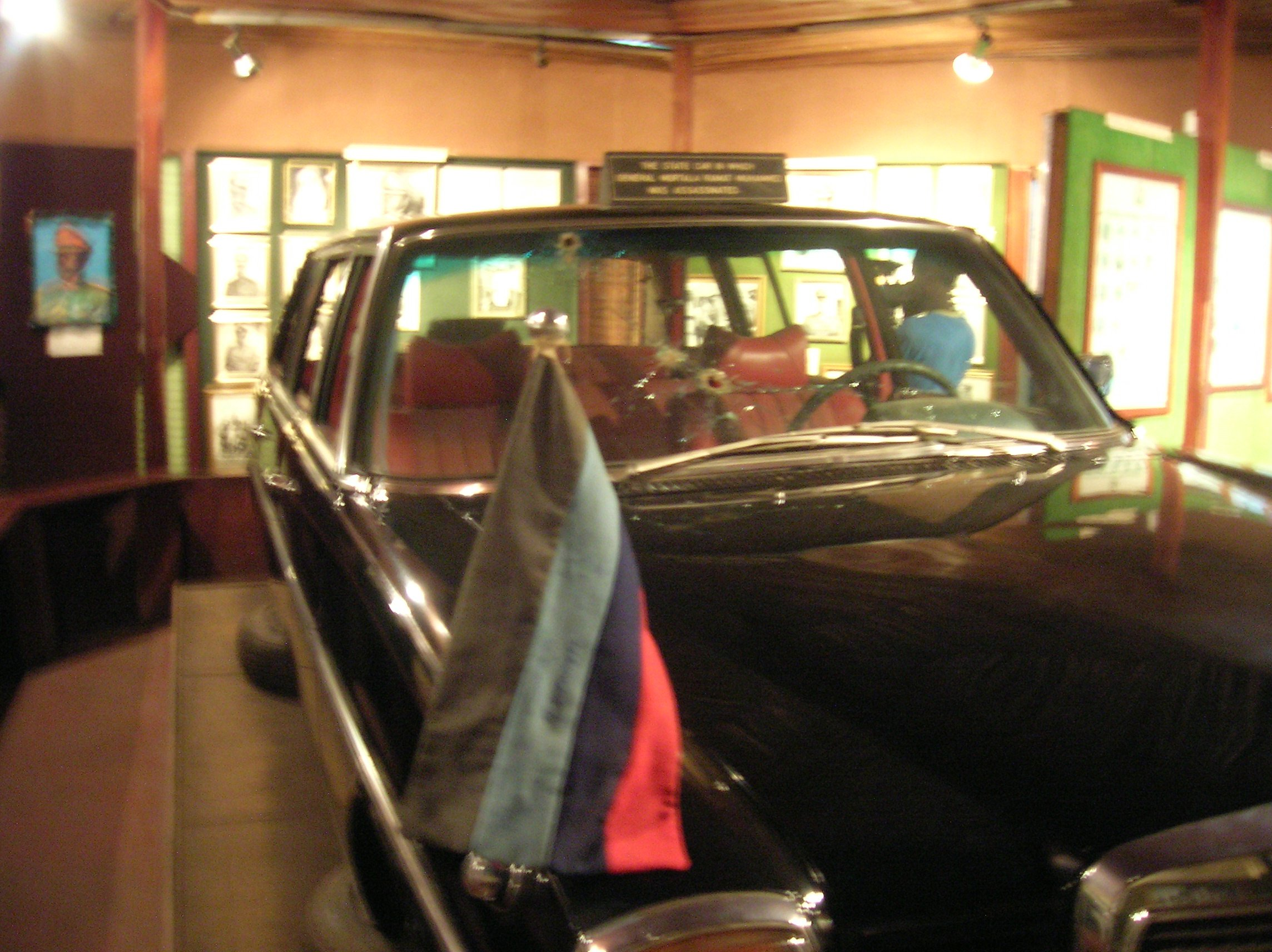
Мерседес-Бенц Мурталы Мухаммеда после покушения.

Когда президент Нигерии Якубу Говон в конце июля 1975 года улетел на саммит Организации африканского единства в Кампалу, группа старших офицеров во главе с командующим президентской гвардией полковником Джозефом Гарба организовала бескровный военный переворот, поддержанный населением. Сам Муртала Мухаммед отказался играть в нём активную роль, но обещал свою поддержку и помощь в случае его провала.
29 июля 1975 года был провозглашён новым президентом Нигерии.
Сразу заменил руководство армии, флота, ВВС, полиции и генерального штаба Нигерии и всех 12 военных губернаторов штатов. Провёл административную реформу, в результате чего число штатов Нигерии было увеличено с 12 до 19, национализировал две основные газеты страны, национальное радио- и телевещание, а также университеты. Начал активную борьбу с коррупцией, сократил число чиновников на 10.000 и демобилизовал из армии 100.000 военнослужащих. 12 из 25 министерских постов были отданы гражданским лицам. Начал перенос столицы из Лагоса в центр страны, в Абуджу. Во внешней политике выразил полную поддержку ОПЕК и просоветскому правительству Анголы (Народное движение за освобождение Анголы — Партия труда), боровшемуся с иностранной агрессией апартеидного режима ЮАР и сепаратизмом.
С января 1976 года — «полный» (четырёхзвёздный) генерал.
13 февраля 1976 года, всего через шесть месяцев после прихода к власти, Муртала Мухаммед был расстрелян в своём автомобиле в Лагосе, когда утром ехал на работу (к своей охране он всегда относился формально, ограничиваясь присутствием ординарца и адъютанта). Затем была предпринята неудачная попытка государственного переворота, подавленная начальником генштаба Нигерии генералом Олусегуном Обасанджо. Очень быстро путчисты были арестованы и казнены (глава мятежников и организатор убийства президента, подполковник Бука Сука Димка был расстрелян). В организации переворота подозревались спецслужбы США, Израиля и Британии, посол последней был выслан из страны.

## Дополнительная информация
Заняв пост главы государства, поменял своё второе имя «Руфай» на «Рамат», что больше соответствовало нигерийскому фольклору. 
Жена, Аджоке (из йоруба) — зубной врач. Шесть детей — Аиша, Закари, Фатимо, Рискуа Абба, Зелиха и Джумай.
Имел репутацию бесстрашного, волевого, эмоционального, честного и импульсивного офицера, генерала и президента.
Считается одним из трёх национальных героев Нигерии.

## Память
- После смерти Мурталы известная африканская певица Мириам Макеба написала о нём песню.
- Международный аэропорт Лагоса назван в его честь.
- Mercedes-Benz, в котором он был застрелен, выставлен в качестве экспоната в национальном музее в Лагосе.
- Его портрет нарисован на банкноте номиналом в 20 найр.
- В руководство фонда его памяти, кроме вдовы и детей, входят бывшие президенты страны Олусегун Обасанджо и Ибрагим Бабангида.